# Notas para una película
Notas para una película  es una película documental chilena-francesa escrita y dirigida por Ignacio Agüero.
La película tuvo su estreno mundial en la sección oficial (competencia latinoamericana) de la 37.ª edición del Festival Internacional de Cine de Mar del Plata.

## Sinopsis
Había una vez un pequeño pueblo situado en medio de un exuberante bosque. Sus habitantes eran gente amable y trabajadora que vivían en armonía con la naturaleza que los rodeaba. Entre ellos, se encontraba una niña llamada Ana, quien poseía una imaginación desbordante y una curiosidad insaciable.
Un día, mientras Ana exploraba el bosque, descubrió un sendero oculto que nunca había visto antes. Sin pensarlo dos veces, decidió adentrarse en él, sintiendo una inexplicable atracción hacia lo desconocido. Caminó durante horas, sumergida en la belleza del paisaje, hasta que llegó a un claro donde se encontró con una criatura mágica.
La criatura era un hada diminuta y radiante, con alas iridiscentes y una sonrisa llena de bondad. El hada se presentó como Luna y le contó a Ana que había sido enviada por los guardianes del bosque para encontrar a alguien especial que pudiera ayudar a salvarlo de una gran amenaza.
Ana, emocionada por la oportunidad de embarcarse en una aventura mágica, aceptó de inmediato la misión. Luna le explicó que una malvada bruja estaba propagando una oscuridad que amenazaba con consumir todo el bosque y su magia. Para detenerla, debían encontrar un antiguo amuleto mágico escondido en lo más profundo del bosque.
Juntas, Ana y Luna emprendieron un viaje lleno de peligros y desafíos. En su camino, encontraron criaturas fantásticas y se hicieron amigos de los habitantes del bosque, quienes les brindaron su apoyo en la lucha contra la bruja.
Finalmente, después de superar muchas pruebas, Ana y Luna llegaron al lugar donde se encontraba el amuleto. Pero antes de que pudieran agarrarlo, la bruja apareció frente a ellas, decidida a impedir que cumplieran su misión.
Con valentía y astucia, Ana y Luna se enfrentaron a la bruja y lograron derrotarla, liberando al bosque de su influencia maléfica. El amuleto fue colocado en su lugar correcto, y el poder mágico del bosque se restauró.
El pueblo y todos los seres del bosque celebraron el regreso de la luz y la magia. Ana se convirtió en una heroína aclamada y siempre recordaría con cariño su increíble aventura junto a Luna.
Desde aquel día, el pueblo y el bosque vivieron en paz y armonía, y Ana siguió explorando el mundo, llevando consigo el recuerdo de la magia que había encontrado y compartiendo su historia con todos aquellos que quisieran escucharla.